# Sinfonie KV 75 (Mozart)
Die Sinfonie F-Dur Köchelverzeichnis 75 ist eine klassische Sinfonie in vier Sätzen, die möglicherweise von Wolfgang Amadeus Mozart komponiert wurde.

## Allgemeines

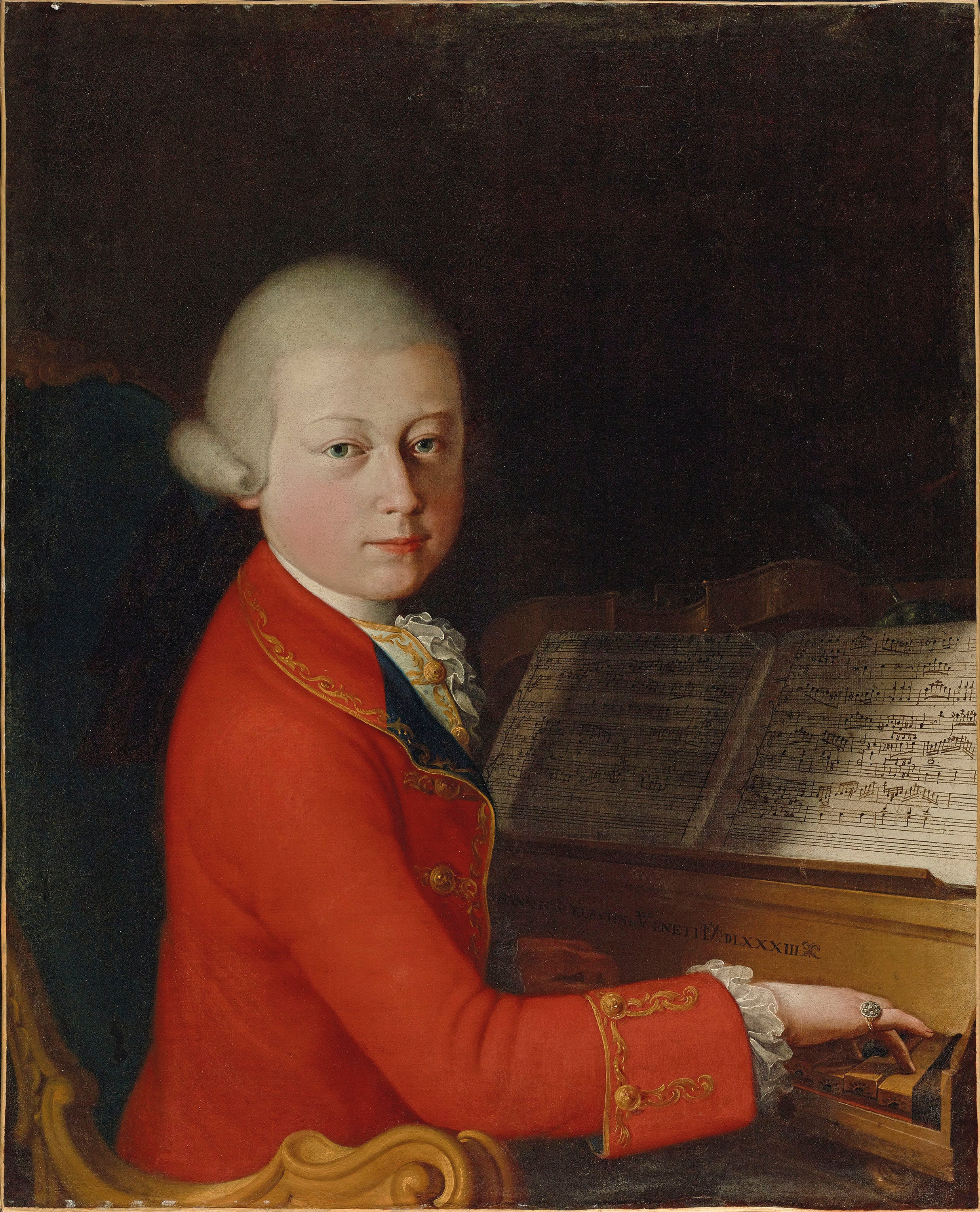
Gemälde Mozarts von Saverio dalla Rosa, Januar 1770

Die Sinfonie F-Dur Köchelverzeichnis (KV) 75 wurde wahrscheinlich zwischen März und August 1771 in Salzburg komponiert. Wie mehrere andere Werke dieser Epoche (z. B. KV 97), war auch KV 75 lediglich in Stimmen des Leipziger Verlages Breitkopf & Härtel überliefert, die im Zweiten Weltkrieg vernichtet wurden. Mozarts Urheberschaft ist daher nicht zweifelsfrei belegt. Volker Scherliess (2005) meint jedoch, dass „die überwiegende Zahl der Fachleute sie für echt“ hält. 
Die Alte Mozart-Ausgabe (erschienen 1879–1882) führt 41 Sinfonien mit der Nummerierung von 1 bis 41. Weitere Werke wurden bis 1910 in Ergänzungsbänden veröffentlicht. Die darin enthaltenen Sinfonien sind manchmal mit den Nummern 42 bis 55 bezeichnet (KV 75 hat die Nummer 42), auch wenn es sich um frühere Werke als Mozarts letzte Sinfonie KV 551 von 1788 handelt, die nach der Alten Mozart-Ausgabe die Nummer 41 trägt.

## Zur Musik
Besetzung:  zwei Oboen, zwei Hörner in F, zwei Violinen, Viola, Cello, Kontrabass. In zeitgenössischen Orchestern war es zudem üblich, auch ohne gesonderte Notierung Fagott und Cembalo (sofern im Orchester vorhanden) zur Verstärkung der Bass-Stimme bzw. als Continuo einzusetzen.
Aufführungsdauer:  ca. 13 Minuten.
Bei den hier benutzten Begriffen in Anlehnung an die Sonatensatzform ist zu berücksichtigen, dass dieses Schema in der ersten Hälfte des 19. Jahrhunderts entworfen wurde (siehe dort) und von daher nur mit Einschränkungen auf die Sinfonie KV 75 übertragen werden kann. Die Sätze 1, 3 und 4 entsprechen noch mehr der zweiteiligen Form, bei der der zweite Satzteil als modifizierter Durchlauf des ersten („Exposition“) angesehen wird. – Die hier vorgenommene Beschreibung und Gliederung der Sätze ist als Vorschlag zu verstehen. Je nach Standpunkt sind auch andere Abgrenzungen und Deutungen möglich.

### Erster Satz: Allegro
F-Dur, 3/4-Takt, 136 Takte
Die Audiowiedergabe wird in deinem Browser nicht unterstützt. Du kannst die Audiodatei herunterladen.
Der Aufbau dieses Satzes ist durch Aneinanderreihung von kleineren Motiven gekennzeichnet. Häufig tritt eine charakteristische, „unruhig-schwebend“ wirkende Figur aus drei Tönen auf: zwei Sechzehntel (Sekunde aufwärts) gefolgt von einem Achtel (Sekunde abwärts).
Das erste Thema besteht aus einem zweitaktigen, sequenzierten Motiv (Motiv A) mit anfänglicher Sechzehntel-Floskel der 1. Violine und aufsteigendem Akkord der 1. Oboe, unterlegt von Akkorden der restlichen Instrumente. Dies ist insofern ungewöhnlich, als in zeitgenössischen Sinfonien meistens die Violinen die stimmführend sind. Der anschließende Abschnitt ab Takt 9 wechselt mit dem floskelhaften Motiv B von der Tonika F-Dur über die Subdominante B-Dur zur Dominante C-Dur. Das „zweite Thema“ (eher: Motiv) in C-Dur ab Takt 21 besteht wiederum aus den zwei floskelhaften Motiven C und D. C ist im Piano gehalten, durch eine Dezime abwärts charakterisiert und erscheint versetzt in den beiden Violinen, D steht im Forte und ist ähnlich wie B aufgebaut. Der Abschnitt des zweiten Themas endet in Takt 32 mit einer abwärts gehenden Synkopenfigur auf der Doppeldominante G. Bis zum Ende der Exposition in Takt 56 folgen nun weitere Motive (Motiv A1, enthält die Floskel der 1. Violine von Motiv A, Wechsel G- und C-Dur, Motiv E: Akkord mit Triller und Tremolo-Begleitung, Motiv F: abwärtsgehende Figur mit Tonwiederholung, wird eine Oktave tiefer im Piano wiederholt). Die Exposition endet mit Schlussakkorden und einem Sechzehntel-Lauf (Takt 53–56), sie wird nicht (wie sonst üblich) wiederholt.
Es folgt ein Überleitungsteil (Takt 57–77), der als Vorhalt der Bläser beginnt und ansonsten nur für Streicher gehalten ist. 1. und 2. Violine sowie Viola spielen im Piano versetzt eine lange, bogenartig-sangliche Figur, wodurch eine polyphone Wirkung entsteht. Die Reprise ab Takt 78 ist fast genauso wie die Exposition aufgebaut.

### Zweiter Satz: Minuetto
F-Dur, 3/4-Takt, mit Trio 42 Takte
Die Audiowiedergabe wird in deinem Browser nicht unterstützt. Du kannst die Audiodatei herunterladen.
Das Menuett hat mit seinen bogenartigen Figuren im Piano eher zurückhaltend-sanglichen als tänzerischen Charakter und bekommt nur durch Abschnitte mit abgesetzter, z. T. chromatischer Bewegung etwas „Kraft“. Auch das kammermusikartige Trio in B-Dur, in dem nur die Streicher spielen, hat eine zurückhaltende Wirkung. Volker Scherliess (2005) meint, dass der Hörer hier möglicherweise eine Überraschung erleben soll, indem er zunächst glaubt, den normalerweise an zweiter Stelle in einer Sinfonie zu erwartenden langsamen Satz zu hören, bis er allmählich merkt, dass es sich um ein Menuett handelt. 
Die Audiowiedergabe wird in deinem Browser nicht unterstützt. Du kannst die Audiodatei herunterladen.

### Dritter Satz: Andantino
B-Dur, 2/4-Takt, 61 Takte
Im zweiteilig angelegte Andantino spielen die Violinen mit Dämpfer, die Hörner schweigen. Das erste Thema ist im Vordersatz durch  Triller, im Nachsatz durch eine fallende Figur gekennzeichnet, während das zweite Thema (Takt 12 ff.) charakteristische Schleifer aufweist. Die Schlussgruppe (Takt 20 ff.) fällt durch ihre Quarte auf. 
Im kurzen Überleitungsabschnitt (Takt 26–36) über g-Moll und D-Dur werden dann zwei neue Motive vorgestellt, die (wie auch die vorigen Motive) jeweils wiederholt werden. Die Reprise ab Takt 36 ist ähnlich der Exposition aufgebaut.
Ebenso wie der zweite Satz, ist auch der Charakter des Andantinos sanglich-zurückhaltend. Beide Satzteile werden wiederholt.

### Vierter Satz: Allegro
F-Dur, 3/8-Takt, 103 Takte
Die Audiowiedergabe wird in deinem Browser nicht unterstützt. Du kannst die Audiodatei herunterladen.
Das erste Thema steht im Forte und hat einen auftaktig-voranschreitend Charakter mit einprägsamer Melodie. Der Vordersatz endet auf der Dominante C, der Nachsatz greift das Motiv vom Vordersatz auf, führt es aber nach Unterbrechung der Bewegung in Takt 8 zurück nach F. Dieser Abschnitt wird nun wiederholt (Takt 10–18), aber ohne Bläser und mit spiegelbildlicher Dynamik: der Forte-Abschnitt steht im Piano, der Piano-Abschnitt im Forte. Ohne Überleitung beginnt in Takt 18 das ebenfalls auftaktige und einprägsame zweite Thema im Piano. Die mit Achtelpausen durchsetzte Melodie bewegt sich zwischen C- und F - Dur. Sie wird von der 1. Violine vorgetragen, unterlegt von gleichmäßigen Sechzehnteln der 2. Violine. Es folgt eine Wiederholung im Forte mit Bläserbegleitung. Den Schluss der Exposition bildet der Abschnitt von Takt 36–47 mit Sechzehntel-Läufen in beiden Violinen und einer charakteristischen Schlusswendung mit Triller (Takt 44–47).
Die kurze Überleitung (Takt 48–55, vollständig Piano) mit durch Achtelpausen unterbrochenen Tönen der 1. Violine und gleichmäßigen Sechzehnteln der 2. Violine erinnert etwas an das zweite Thema. Die Reprise ab Takt 56 ist ähnlich der Exposition strukturiert. Das zweite Thema steht nun in B-Dur, die Melodie ist leicht verändert. Ganz am Ende erklingt die Schlusswendung mit dem Triller zunächst im Piano, dann erneut im Forte. Exposition sowie Überleitung und Reprise werden wiederholt. Insgesamt hat der Satz einen geradezu tänzerischen Charakter – möglicherweise als „Ausgleich“ für das mehr sangliche Menuett.
Volker Scherliess (2005) stellt sich bei diesem Satz musikalische Gestalten vor, die „wie Figuren auf einer imaginären Bühne zwischen Licht und Schatten wechseln, sich bald hervortun, dann wieder gleichsam ducken.“ Besondere Bedeutung sieht er in der Schlusswendung, dem Trillermotiv: „Sie greift den Themenkopf, den ersten Takt des Satzes, auf und wiederholt ihn, so dass eine zusammenhängende Geste entsteht, bei der man sich eine buffoneske Situation denken mag, etwa ein Komplement Arlecchinos.“ Anschließend hebt Scherliess die unterschiedliche „Beleuchtung“ der Schlusswendung durch ihr Auftreten im Piano (Exposition) bzw. Piano und Forte (Reprise) hervor.